# Alopècia androgènica
L'alopècia androgènica o alopècia androgenètica és la caiguda del cabell que afecta principalment la part superior i la part frontal del cuir cabellut. En l'alopècia androgènica amb patró masculí, la caiguda del cabell sovint es presenta amb un retrocés de la línia de cabell del front, una pèrdua de cabell a la corona (vèrtex) del cuir cabellut o una combinació de tots dos, mentre que en l'alopècia androgènica amb patró femení, normalment es presenta com un aprimament del cabell.
Es creu que la pèrdua de cabell amb patrons masculins es deu a una combinació de genètica i l'hormona masculina dihidrotestosterona. La causa de la caiguda del cabell amb patrons femenins encara no està clara.
La gestió pot incloure simplement acceptar el trastorn. En cas contrari, els tractaments poden incloure minoxidil, finasterida o cirurgia de trasplantament de cabell. L'evidència de finasterida en les dones és pobra i pot provocar defectes congènits si es pren durant l'embaràs.
L'alopècia androgènica a l'edat de 50 anys afecta aproximadament la meitat dels homes i una quarta part de les dones. És la causa més freqüent d'alopècia.